# Spas Gyurov
Spas Gyurov Stamenov (7 de febrero de 1986) es un ciclista búlgaro. Entre 2015 y 2017 fue director deportivo del conjunto Team Vorarlberg.

## Palmarés
2007
- 3.º en el Campeonato de Bulgaria en Ruta

2009
- 3.º en el Campeonato de Bulgaria en Ruta

2012
- 2.º en el Campeonato de Bulgaria Contrarreloj

2013
- Campeonato de Bulgaria Contrarreloj
- 3.º en el Campeonato de Bulgaria en Ruta

2020
- Campeonato de Bulgaria Contrarreloj

2021
- 2.º en el Campeonato de Bulgaria Contrarreloj
- Campeonato de Bulgaria en Ruta